# Денджі
Денджі (яп. デンジ) — головний герой сьонен-манґи Chainsaw Man авторства Тацукі Фуджімото. Він — підліток, який має здатність перетворюватися на гібрид людини й демона на ім’я Людина-бензопила, смикаючи за шнур на грудях. Цю силу він отримав після майже смертельного випадку, коли його супутник, схожий на собаку Демон-Бензопила на ім'я Почіта, злився з ним і став його серцем. Як мисливець на демонів із Бюро громадської безпеки, Денджі працює під керівництвом Макіми, лідерки Токійського спеціального відділу 4, і бореться разом з іншими членами загону, щоб знищити Демона-Зброю, водночас переслідуючи власні особисті цілі.
Денджі є головним героєм першої частини серії — арки Бюро громадської безпеки — та одним із двох головних героїв другої частини (разом з Асою Мітакою). Персонаж отримав багато схвальних відгуків від критиків, які відзначили, що його прості життєві цілі яскраво контрастують із піднесеними ідеалами інших сьонен-протагоністів. Його передісторія та стосунки з іншими персонажами, зокрема з Почітою та Павер, також були добре сприйняті. В оригіналі Денджі озвучує Кікуносуке Тоя.

## Створення
У порівнянні зі своєю роботою над Fire Punch, Тацукі Фуджімото створив Денджі як більш емоційного персонажа, ніж Агні — головного героя попередньої манґи. Фуджімото вирішив вкласти в Денджі частину власної особистості, зокрема наділивши його мазохістськими нахилами. Коли він уперше задумав Chainsaw Man, йому спало на думку створити героя, який міг би вирощувати бензопилу з голови щоразу, коли смикає за шнур. Від цієї ідеї він і почав розбудову сюжету та характеру Денджі. Редактор Фуджімото спершу вагався щодо того, щоб зробити Денджі головним героєм, адже боявся, що персонажа з бензопилами замість рук легко можна сприйняти за лиходія. Проте разом із Фуджімото вони змогли подолати це перше нерозуміння та адаптувати образ під формат героя. Динаміка стосунків між Денджі та Почітою була натхненна персонажами Фінном та Псом Джейком із мультсеріалу Час пригод, фанатом якого був сам Фуджімото. Фінальна битва між Денджі та Макімою була заснована на романі Kizumonogatari.
Сценарист Хіроші Секо вважає, що привабливість Chainsaw Man полягає в тому, що Денджі цікавиться лише тим, щоб поїсти й зустрічатися з дівчатами — на відміну від героїв інших серій, яких він бачив. Манабу Оцука також відзначив сильну сторону серії у фокусі на взаємодії між Денджі, Акі та Павер, адже Фуджімото вдалося підкреслити зв’язок, який формується між ними, коли вони живуть разом. Під час адаптації манґи творча команда особливо слідкувала за тим, щоб мова тіла Денджі та Макіми була точно передана.
Юджі Каку — автор Jigokuraku і колишній асистент Фуджімото — помітив схожість між характером Денджі та самим Фуджімото. За його словами, грубувата манера мовлення Денджі — це «на 100% сам Фуджімото»: «Інколи Фуджімото-сенсей говорить абсолютно так само, як Денджі». Каку також вважає, що те, як бензопили буквально «приліплені» до Денджі, зроблено навмисно — аби виглядало неприродно. Він звернув увагу на дизайн Денджі у формі Людини-бензопили: Фудзімото навмисно зробив його простим, не додаючи «зайвого» до лез, і при цьому вплів у сам дизайн елементи комедії. Денджі — улюблений персонаж Каку з Chainsaw Man, і він навіть намалював ілюстрацію на його честь.

### Сейю
Серед акторів озвучування, представлених у серіалі, Кікуносуке Тоя був обраний для озвучування Денджі, незважаючи на його тодішню маловідомість. Тоя зрадів, коли дізнався, що його затвердили на цю роль. Під час першого прослуховування в студії режисер порадив йому не грати так, щоб це виглядало «як типове аніме». Тоя зізнався, що спочатку його робота не отримувала особливо схвальних реакцій. Проте згодом саме його обрали для озвучення Денджі. Він також пригадав, що дуже нервував, коли напередодні читав сценарій. Водночас, доброзичлива атмосфера в команді допомогла йому розслабитися і краще впоратися з завданням.

## Сприйняття

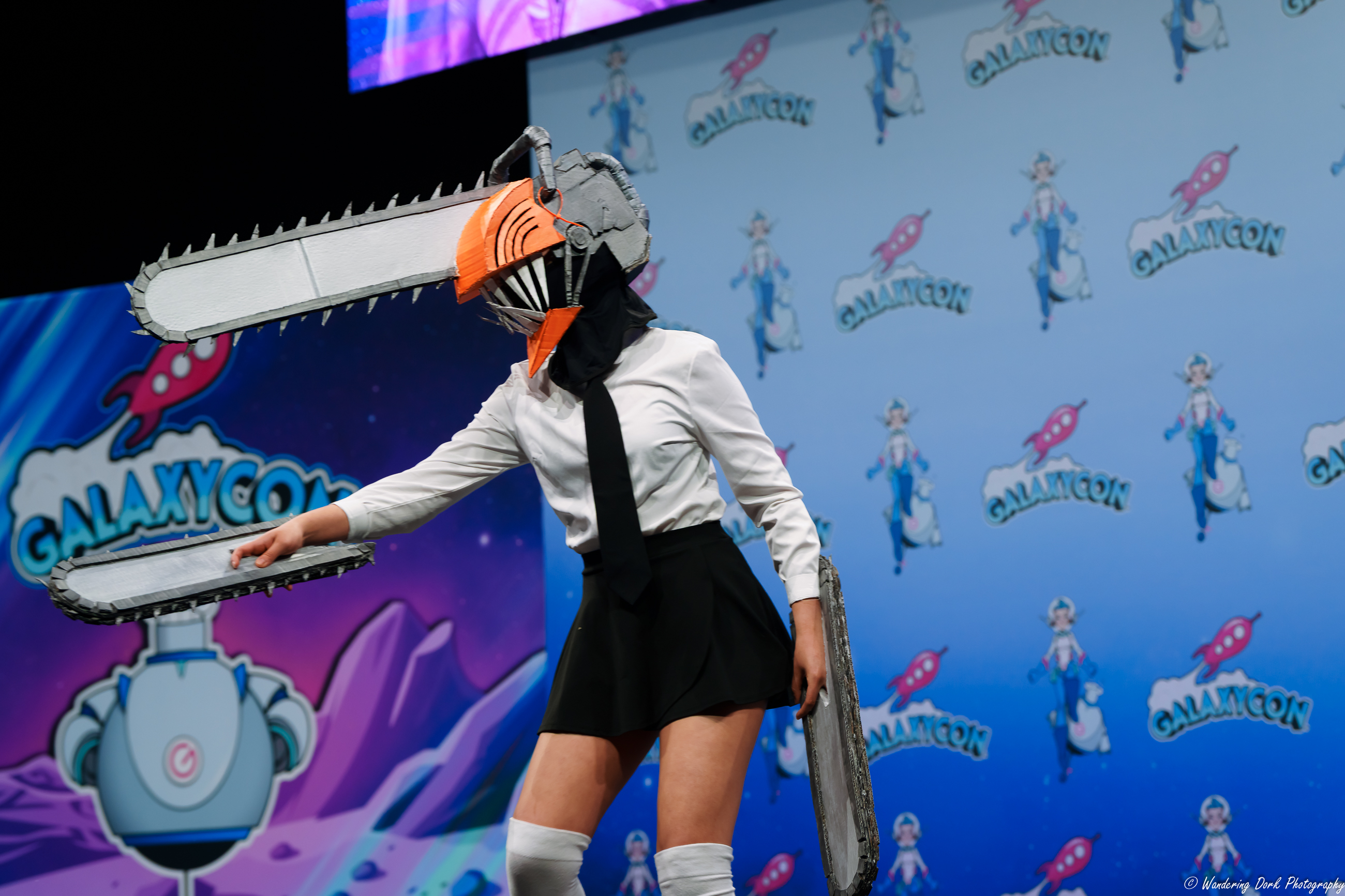
Косплей Денджі на GalaxyCon Richmond

Початкові відгуки про персонажа Денджі викликали порівняння з іншими героями жанру, переважно з темнішими архетипами. Анна Ніатро з Manga Report назвала Денджі «надзвичайно травмованим, але потенційно могутнім героєм». Через свої риси, зокрема демонічні сили, Денджі часто порівнювали з Акірою Фудо — головним героєм Devilman — а також вважали, що він виконує роль «представника глядача» в історії. IGN визнали його передісторію надто трагічною, однак зазначили, що саме перетворення Денджі на Людину-бензопилу приваблює глядачів. The Manga Critic зауважив, що хоч Денджі начебто відповідає формулі сьонен-протагоніста, насправді ця формула існує лише для того, щоб її зламати. Він порівняв його «життя на межі суспільства» з «дікенсівською притчею про страждання робітничого класу». Дейсі зазначила, що Денджі «більш чесний сьонен-герой, ніж типовий протагоніст Shonen Jump; він мислить і діє як справжній підліток, із егоїзмом і повним об'єктивуванням жінок». Водночас вона визнала, що так і не змогла щиро полюбити його як головного персонажа. Лі додав, що в серіалі є «цікаве комедійне протиріччя між персонажами та тим, що відбувається», зазначивши, що простодушність Денджі та його «трохи збуджені інстинкти» можуть з часом набридати, але це не псує серіал. Дейсі також відзначила несподівані моменти «щирої патетики» в історії, зокрема у взаємодії між Денджі та Почітою, а також провела паралелі з його стосунками з Макімою. Девідсон також заявив, що емоційна частина історії стосується любові між Денджі та Почітою. Щодо екшн-сцен, Anime News Network високо оцінили роботу студії MAPPA, зазначивши, що сцени з Денджі криваві, але надзвичайно видовищні. The Fandom Post назвали Денджі «антитезою крутості», навівши як приклад сцену, де його рятує Акі, ефектно перемагаючи демона, поки Денджі страждає від важкої рани.
Критики високо оцінили те, як у Chainsaw Man розкрито інтерес Денджі до сексу. Багато з них особливо відзначили, як добре написаний сценарій дозволяє зробити його платонічні стосунки з Павер щирими та переконливими — це різко контрастує з його глибшою, майже фанатичною симпатією до Макіми. Comic Book Resources назвали Денджі доволі унікальним мисливцем на демонів завдяки його простоті, стосункам із товаришами по команді та неоднозначним фінальним моментам із Почітою, який рятує його від смерті під час дебюту. У рецензії на 97-й, фінальний розділ першої частини серії, Реїчі Наріма з Real Sound зазначив, що шлях Денджі через втрати більше схожий на історію з сейнену, а не сьонену. Він написав, що був «глибоко зворушений» тим, що такий сюжет з'явився в Weekly Shōnen Jump, і назвав манґу шедевром, підсумувавши: «в самому центрі кривавого насильства ховалась сумна історія кохання хлопця». У другій сюжетній арці серії Siliconera звернули увагу на паралелі між Денджі та новою героїнею Асою — зокрема, на їхній зв’язок із демонами та подібності в їхньому важкому дитинстві. Водночас Comic Book Resources висловили критику, що після кількох розділів у другій частині особистість Денджі майже не зазнала змін. Їх стривожило те, що його зв'язок із Павер, здавалося б, зник: головний герой більше переймається тим, щоб стати популярним, а не пошуками демона. CBR порівняв та зіставив стосунки Денджі з Макімою зі стосунками Сатору Годжьо та Юджі Ітадорі в Jujutsu Kaisen, а також Джіраї та Наруто Удзумакі в Naruto. Скайлер Аллен звернув увагу на «зовнішню доброту» Макіми у ставленні до Денджі, яка контрастує з усіма іншими його стосунками. Він назвав зв'язок Денджі з Макімою «по-справжньому інтимним моментом» з точки зору самого героя, тоді як інші його стосунки в історії були «суто транзакційними». Усе це супроводжується драматичною іронією, адже глядачі раніше за Денджі розуміють справжню, зловісну природу Макіми.
В опитуванні популярності манґи Денджі посів друге місце після Павер. В іншому опитуванні він посів четверте місце.За даними IGN, Денджі надихнув велику кількість косплеїв. В одному з них гібридна форма Денджі була відтворена за допомогою реквізиту, що імітує працюючі бензопили, з великою увагою до деталей.